# Lustjärnen (Älvdalens socken, Dalarna, 680249-136748)
Lustjärnen är en sjö i Älvdalens kommun i Dalarna och ingår i Dalälvens huvudavrinningsområde.